# Бебі Фейс Віллетт
Бе́бі Фейс Ві́ллетт (англ. Baby Face Willette), спражнє ім'я Ру́звельт Ві́ллетт (англ. Roosevelt Willette); 11 вересня 1933, Новий Орлеан, Луїзіана (?) – 1 квітня 1971) — американський джазовий органіст і піаніст.

## Біографія
Народився 11 вересня 1933 року (досі не відомо чи в Новому Орлеані (Луїзіана), чи в Літл-Рок (Арканзас). Його мати грала на піаніно у церкві, а батько був священнослужителем в Літл-Рок (Арканзас), і саме тому музика Віллетта бере свій початок з госпелу. У 4 роки почав брати уроки гри на фортепіано у свого дядька піаніста Фреда Фрімена (який був популярний у 1920-х). В юності грав у різних госпел-гуртах, а пізніше перейшов на ритм-енд-блюз і почав гастролювати в США, Кубі та Канаді. Грав на фортепіано у гуртах Кінга Колакса, Джампа Джексона, Джо Х'юстона, Джиммі Гріффіна, Гітар Сліма, Джонні Отіса і Біг Джея Мак-Нілі. Деякий час жив у Чикаго і Мілвокі, де організував власне тріо. У Чикаго почув гру церковних органістів Мейфілда Вудс і Германн Стівенса, після чого переключився на орган. Саме в цей період вирішив зосередитись на джазі. Серед його найулюбленіших органістів були Джиммі Сміт і Ширлі Скотт.
У 1960 році переїхав у Нью-Йорк, де познайомився з Лу Дональдсоном і Грантом Гріном, з якими записувався на декількох сесіях лейблу Blue Note. Після цього Віллетт отримав контракт з лейблом, який записав його дебютний альбом Face to Face (1961). Через декілька місяців за ним вийшов ще один альбом Stop and Listen, який вважається його найкращою роботою. 1963 року створив власне тріо і записав два альбоми Mo-Roc і Behind the 8 Ball на лейблі Argo. У 1966–1971 (приблизно) роках регулярно виступав у Чикаго, після чого повністю зник з джазової сцени.
Помер 1 квітня 1971 року у віці 37 років.

## Дискографія
- Face to Face (Blue Note, 1961)
- Stop and Listen (Blue Note, 1961)
- Mo' Rock (Argo, 1964)
- Behind the 8 Ball (Argo, 1965)